# Петар Н. Бесаровић
Петар Н. Бесаровић (Сарајево, 1878 – Јабланица на Неретви, 3. септембар 1899) био је српски приповиједач и син Ника Бесаровића, познатог сарајевског приповједача.

## Биографија
Петар Н. Бесаровић рођен је 1878. године. У Сарајеву је завршио српску основну школу и нижу гимназију, а у Сремским Карловцима вишу гимназију са матуром (1897). У Бечу је слушао славистику, активно радио у студентском друштву "Зора" и био секретар. Због оронулог здравља прешао је друге године у Грац, ускоро напустио школу и ради леченја ишао на Приморје, на Иван и у Јабланицу, гдје је умро. У Сарајеву је од своје бабе рано биљежио народне пјесме и приповијетке, а по доласку у Карловаце своје стихове слао омладинском "Споменку" (1893) и "Босанкој вили" (1893). Од 1894. до краја живота објавио је већи број рецензија о новим књигама пјесама, приповиједака, путописа и друго, највише у "Босанској вили", затим у "Бранковом колу", "Бранику", и мостарској "Зори". Дао је у "Босанској вили" и неколико културно-историјских чланака и биографија, поред осталог, "Бранко Радичевић и наше Јахудије" (1896), "Вукова слава или четрдесет и седам у историји српске књижевности" (1897). У посљедње вријеме радио је у новосадском "Бранику" као стални дописник и књижевни рецензент. Рукописна збирка народних пјесама чува се у Архиву САНУ.